# Polittico di San Giovanni Battista (Marinoni)
Il polittico di San Giovanni Battista è un lavoro eseguito a tempera su tavola da Giovanni Marinoni con i suoi due figli Bernardino e Antonio conservato presso il Museo Bagatti Valsecchi.

## Storia
Non è possibile risalire alla commissione del polittico che risulta presente nel museo Bagatti nell'inventario del 1974. Si ritiene possa provenire dalla chiesa di San Giovanni Battista di Casnigo, identificato in quello descritto negli atti della visita pastorale del vescovo Luigi Ruzzini del 1700, che indicava la presenza di un'ancona con al centro la statua del santo patrono posta sul presbiterio della chiesa.
Lateralmente un cartiglio riporta la scritta: JOHE DESENZANO CUM DUOBUS FILIIS SUIS BERNARDINO ET ANTONIO HOC TOTUM OPUS FECIT PINXIT DIE PRIMA JUNIJ 1493: OPERE FINITO REFERTUR GRATIE XPO. Questo non metterebbe alcun dubbio sull'attribuzione dell'opera a Giovanni Marinoni con i suoi figli, anche se fino ai primi anni del '900 si intendeva realizzato da un certo Giovanni da Desenzano del Garda fino alla esatta attribuzione da parte di Francesco Rossi.
Il Marinoni aveva eseguito altri lavori per detta chiesa, affreschi che ornavano il presbiterio realizzati nel 1492, e nel pagamento di questi si indicava la richiesta di terminare l'ancona per l'altare principale entro la fine del medesimo anno. Il cartiglio riporta la data del 1 giugno 1493, porterebbe a considerare che l'opera sia stata eseguito con un breve ritardo. Anche la visita pastorale di Pietro Lippomano descrive la chiesa da ammirarsi per le sculture e i rilievi, per l'oro e per la pittura, che porterebbero proprio all'esposizione di questa opera. La medesima visita del Ruzzini indicava anche la presenza di una pittura raffigurante san Giorgio, a cui la chiesa è intitolata con san Giovanni Battista.
La parte lignea fu eseguita da uno scultore non meglio identificato, così come la struttura lignea dell'ancona da un carpentiere. I Marinoni sapevano realizzare polittici e ancone con la collaborazione di altri artisti, dando un lavoro completo alla committenza. La soasa presenta alcune parti che potrebbero essere state inserire e restaurate nel XIX secolo, ma non vi è documentazione scrita neppure di questo.
Il restauro dell'ancona fu eseguito nel 1986 da Nuccia Carnioli Chirici.
Del 1513 sarà la realizzazione di un altro lavoro, ma solo del figlio Bernardino

## Descrizione
Il polittico è disposto su due registri divisi in tre spazi con l'aggiunta di una predella. Sul registro superiore vi sono le raffigurazioni dei santi Bernardino da Siena e Antonio Abate, Maria Maddalena e Caterina d'Alessandria raffigurati a mezzo busto, come pure la statua di una santa posta nella nicchia centrale sempre a mezzo busto. 
Sul registro inferiore i santi raffigurati a figura intera sono Pietro e Giorgio e Sebastiano con Paolo, centrale la statua di san Giovanni Battista. Lesene intarsiate e decorate dividono i diversi scomparti facendo anche da cornice. La predella raffigura i dodici apostoli divisi in gruppi di quattro. Tra questi vi sono le raffigurazioni di san Pietro martire, Stefano e Giovanni e sant'Alberto carmelitano, elementi che Giovanni aveva proposto nel Polittico della Trinità della santuario della Trinità sempre di Casnigo.
Lo stile dell'opera conferma la cultura tardogotica provinciale legata alla preziosità dell'oro e ai dettagli forse troppo leziosi, esempio san Sebastiano che sembra rappresenti un arciere piuttosto che un martire colpito dalle frecce. Gaetano Panazza ritiene che l'opera abbia un formulario di maniera derivato dal Vivarini, influenzati dalla pittura della sua bottega di Murano.
Difficile individuare la differenti mani che hanno realizzato le pitture, piccole differenze sono presenti in alcune aureole, ma troppo piccole per poter assegnare in giusto autore. Alcuni affreschi eseguiti nella chiesa di Sant'Andrea di Mornico al Serio, in particolare i quattro evangelisti che erano stati originariamente attribuiti a Maffiolo da Cazzano, forse mai esistito come pittore ma piuttosto come ricco mercante e committente, e poi restitui ai Marinoni, hanno affinità con questo polittico, l'assonanza maggiore è tra san Gerolamo di Mornico con san Sebastiano, non solo nella somiglianza fisionomica ma anche nella staticità della raffigurazione. la raffigurazione delle due sante per tratti somatici, capigliature e pose rigide sembrano ricorda la santa Maria Maddalena di Pietro Bussolo, artista molto vicino nei suoi anni in Val Seriana alla famiglia di Desenzano.